# Eusebio Bava
Giovanni Battista Eusebio Bava (Vercelli, 6 agosto 1790 – Torino, 30 aprile 1854) è stato un generale e politico italiano.

## Biografia
Nel 1802 entrò a far parte dell'esercito napoleonico e in esso, fino al 1815, raggiunse il grado di capitano. Dopo la caduta di Napoleone Bonaparte, tornò in Piemonte ed entrò a far parte dell'esercito sabaudo. Non partecipò ai moti costituzionali del 1821 e rimase fedele alla monarchia.
Comandante del 1º Corpo d'armata in occasione della prima guerra d'indipendenza contro l'Austria, assieme agli altri responsabili della condotta strategica piemontese (ossia il re Carlo Alberto e i generali Antonio Franzini e Ettore De Sonnaz) non comprese che il capo dell'esercito austriaco in Italia, Josef Radetzky, era in grave difficoltà dopo le Cinque giornate di Milano e consentì al suo esercito di rifugiarsi nel Quadrilatero, limitandosi a tallonarlo sul Mincio. La mancanza d'iniziativa di Bava, a detta dello stesso generale austriaco, evitò la perdita da parte dell'Austria del Lombardo-Veneto. In ogni caso, le sue idee sullo svolgimento della campagna, non prive di chiarezza, vennero spesso frustrate e modificate da Franzini e dallo stesso Carlo Alberto, vanificandole e causando le ire di Bava (noto per la sua irascibilità).
Combatté peraltro vittoriosamente durante la stessa prima guerra di indipendenza le battaglie del ponte di Goito, di Goito e la seconda di Governolo. Dopo le sconfitta di Custoza ritenne però ormai indispensabile ritirare l'esercito sul Ticino per preservarlo e evitarne la distruzione.
Nei mesi che precedettero la seconda campagna della guerra, Bava si trovò a essere nominato "generale in capo" dell'esercito, ma, messosi in urto sia con Carlo Alberto sia con gli elementi democratici (allora al potere in Piemonte), venne rimosso dall'incarico e nominato ispettore generale dell'esercito. Nel 1848 fu nominato senatore.
È sepolto nel cimitero monumentale di Torino.
Lo storico militare Piero Pieri lo definì "l'unico generale innegabilmente d'un certo rilievo", sostenendo che, malgrado i suoi difetti e i suoi limiti, a suo parere Bava era pur sempre il miglior comandante d'armata che il Piemonte aveva prodotto nel periodo risorgimentale.

## Onorificenze

### Altro
Il Comune di Torino gli ha dedicata una via nel quartiere Vanchiglia e un monumento nell'aiuola Balbo. Anche il comune di Vercelli gli dedicò un monumento.